# Tuffalun
Tuffalun è un comune francese del dipartimento del Maine e Loira nella regione dei Paesi della Loira.
È stato creato il 1º gennaio 2016 dalla fusione dei preesistenti comuni di Ambillou-Château, Louerre e Noyant-la-Plaine.
Il capoluogo è la località di Ambillou-Château.